# Sulejman II.
Sulejman II. (15. dubna 1642 – 22/23. června 1691) byl osmanským sultánem v letech 1687 až 1691. Je považován za schopného panovníka, který však vládl příliš krátkou dobu. Pokusil se zastavit postupný pokles moci Osmanské říše oslabené zejména válečnými neúspěchy v Uhrách.
Mládí strávil pod dohledem v domácím vězení v paláci Topkapi, aby neohrožoval moc svého bratra Mehmeda IV., a také aby nebyl předmětem rivality navzájem intrikujících dvořanů na sultánově dvoře.
Po katastrofální porážce Osmanů v bitvě u Vídně a následných vojenských neúspěších, které vedly ke ztrátě Uher, byl sultán Mehmed IV. sesazen. Na jeho místo nastoupil právě Sulejman.
Krátce poté však došlo v Uhrách k další porážce Osmanů v druhé bitvě u Moháče, k tomu ještě probíhala válka s Ruskem o strategicky významný poloostrov Krym. Sulejman se dostal do obtížné situace. Byl si vědom upadající bojové morálky janičárů a jejich korupčního chování. Opíral se o schopnosti svého velkovezíra Fazi Mustafy Paši z mocné dynastie Koprülovců. Povedlo se jim zastavit postup Habsburských vojsk v Srbsku a také potlačit protiturecká povstání v Makedonii a v Bulharsku.
Pokusil se navázat o spojenectví s mocnou Mughalskou říší v Indii, nakonec však neuspěl zejména díky vnitřním rozporům v této říši.
Zemřel jako bezdětný v roce 1691, po něm nastoupil na trůn jeho bratr Ahmed II.